# Bol'šoe Sorokino
Bol'šoe Sorokino (in russo Большое Сорокино?) è un villaggio della Russia asiatica nell'oblast' di Tjumen'; è il centro amministrativo del rajon Sorokinskij.
Si trova 60 km a nord-est della città di Išim.